# Amarna Grab 1
Bei dem Grab 1 in der Nekropole der mittelägyptischen Stadt Amarna handelt es sich um das Grab des Huja, der als Aufseher des königlichen Harems, Aufseher im Doppelschatzhaus der Großen königlichen Gemahlin Teje eine wichtige Rolle am Hof des Königs in Achet-Aton spielte. Teje war die Mutter des Echnaton und lebte wohl zeitweise in Amarna. Von besonderem Interesse ist auch die Darstellung einer Prinzessin mit dem Namen Baketaton, die sonst in keinen anderen Quellen mit Sicherheit bezeugt ist.

## Beschreibung
Die Grabanlage des Huja ist in den Fels gehauen und besteht aus zwei Teilen, einer Kultkapelle mit zwei Sälen und einer Kultnische sowie der eigentlichen Grabkammer. Die Grabkammer wurde im Grab des Huja nie fertiggestellt. Es gibt nur einen Schacht, der etwa zwei Meter in die Tiefe führt. Die Kapelle besteht aus einem fast quadratischen Saal, der mit Reliefs dekoriert ist. Es folgt eine undekorierte Querhalle sowie die eigentliche Kultnische. Hier befinden sich die Reste einer in den Fels gehauenen Statue des Huja. Die Wände der Nische sind ebenfalls dekoriert.
Am Eingangsbereich zum ersten Saal, links und rechts im Türrahmen, sieht man Huja stehend beim Gebet. Der beigefügte Text ist jeweils eine Hymne an den Sonnengott Aton. Die Darstellungen im ersten Saal werden vom König und seiner Familie dominiert, wie es in den meisten Amarnagräbern üblich ist. Vor allem das Auftreten der Königsmutter Teje ist von großer Wichtigkeit, da diese Darstellungen zu belegen scheinen, dass sie noch unter Echnaton lebte. In einer Szene auf der Ostseite der Südwand sieht man Echnaton, seine Gemahlin Nofretete, ihnen gegenüber Teje und neben ihr die Königstochter Baketaton. Eine vergleichbare Szene befindet sich auf der Westseite derselben Wand. Hier sitzt Teje auf der linken Seite. In beiden Szenen ist auch Huja als kleine Nebenfigur abgebildet. Auf der Ostwand des Saales befindet sich eine große Szene, die Echnaton zeigt, wie er einen Tempel mit dem Namen Sonnenschatten des Re besucht. Auf der Westwand sieht man Echnaton und Nofretete auf einer Sänfte, wie sie aus dem Palast kommen. Die Darstellung ist künstlerisch bemerkenswert, da Echnaton und Nofretete nicht nebeneinander, sondern hintereinander dargestellt sind. Damit verdeckt die Figur des Herrschers die Figur der Königin. Auf der Nordwand sieht man, jeweils links und rechts von der Tür, Echnaton am Erscheinungsfenster des Palastes, wie er Huja belohnt. Im unteren Register dieser Wand sieht man diverse Werkstattszenen. Die Abbildung eines Bildhauers, der eine Statue der Baketaton fertigstellt, ist von besonderem Interesse. Die Reliefs in der Kultnische zeigen Huja, seine Gemahlin, Totenrituale und Teile der Grabausstattung.

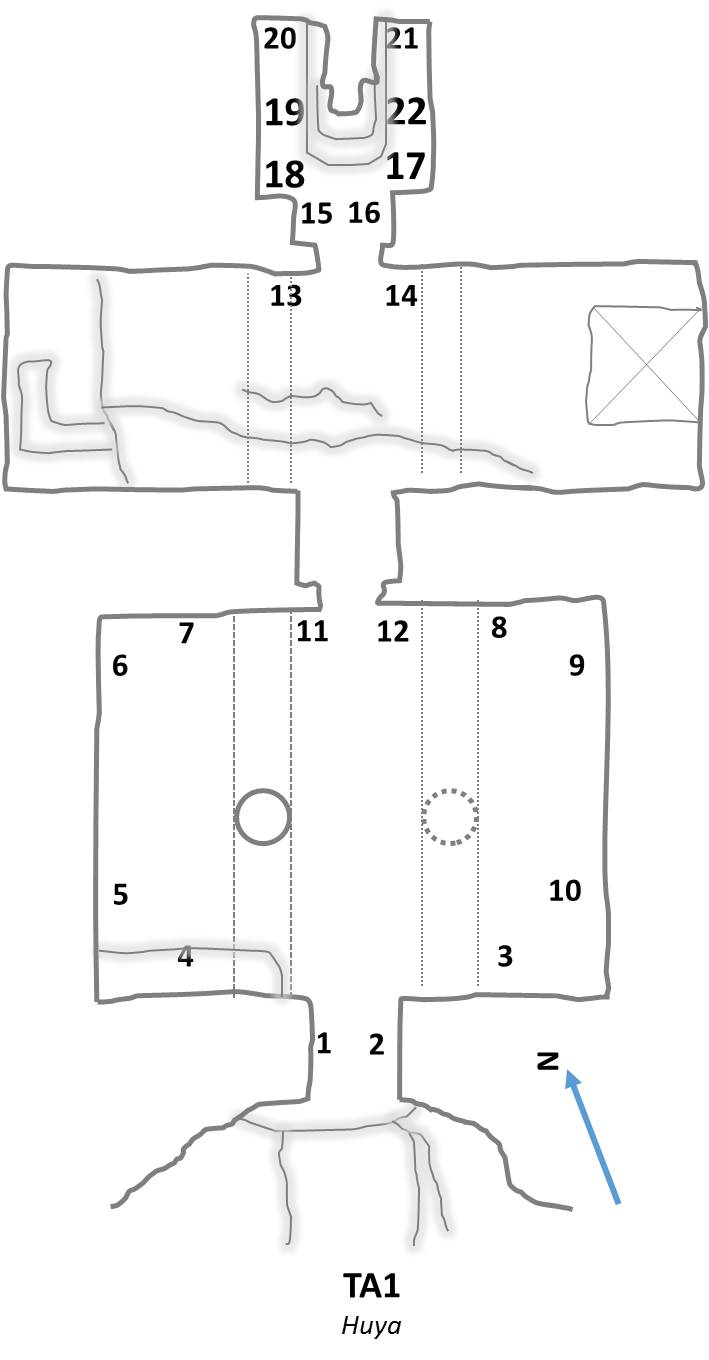
Plan des Grabes
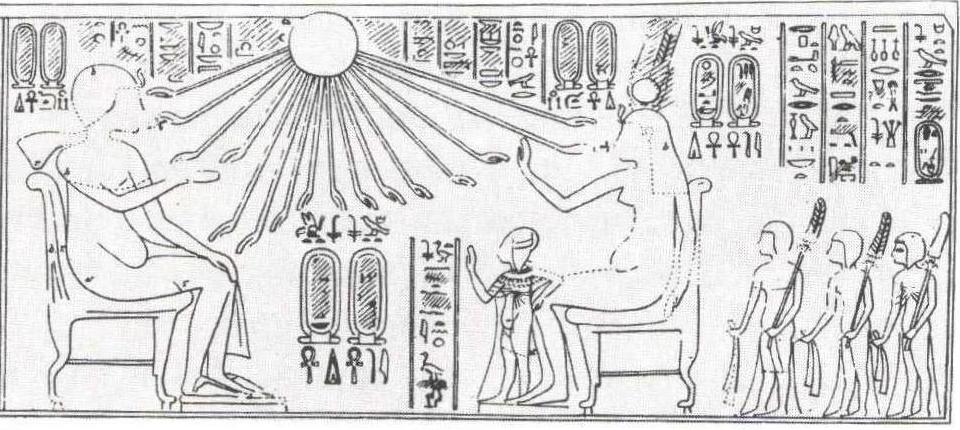
Königliche Familienszene aus dem Grab, Echnaton mit seiner Mutter Teje
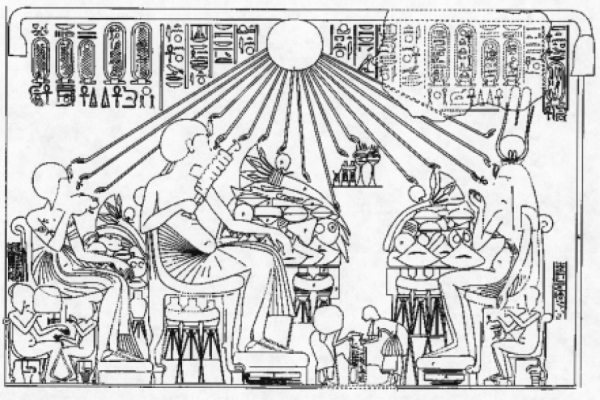
Königliche Familienszene aus dem Grab, Echnaton, Nofretete (links) mit seiner Mutter Teje und Baketaton
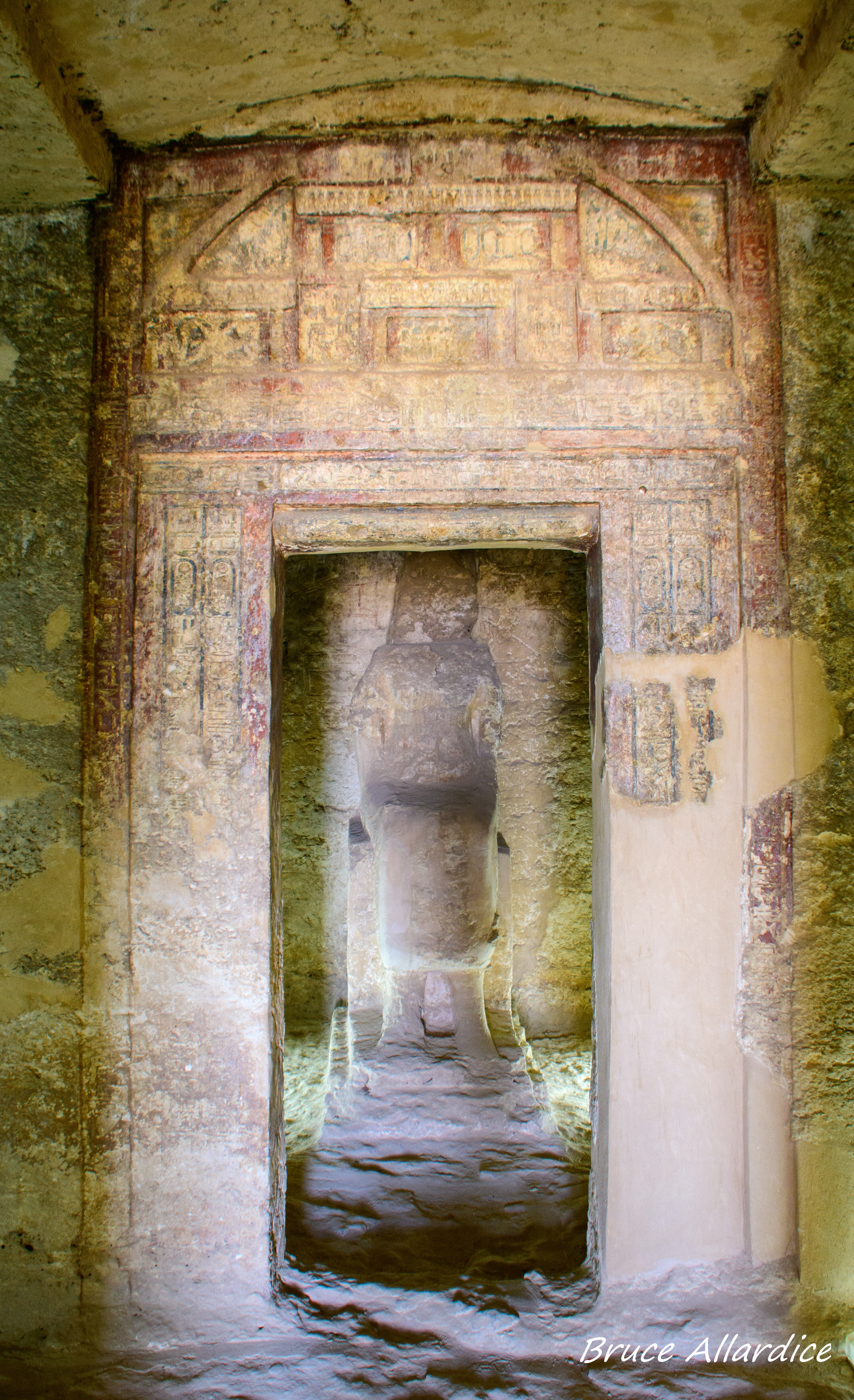
Blick auf die Statuenische